# Hindsia ibitipocensis
Hindsia ibitipocensis là một loài thực vật có hoa trong họ Thiến thảo. Loài này được Di Maio mô tả khoa học đầu tiên năm 1997.